# تشارلي بيسلي
تشارلي بيسلي (بالإنجليزية: Charlie Beasley)‏ مواليد 23 أغسطس 1945 في شوني - الوفاة 11 أبريل 2015، كان لاعب كرة سلة أمريكي. بدأ مسيرته الاحترافية في سنة 1967. تم اختياره من قبل فريق سكرامنتو كينغز خلال الدرافت. حمل الرقم 24. بلغ طوله 6 قدم 5 بوصة (2.0 م). اعتزل اللعب في 1971.

## روابط خارجية
- تشارلي بيسلي على موقع سبورتس رفرنس (الإنجليزية)
- تشارلي بيسلي على موقع كلية كرة السلة في سبورتس رفرنس.كوم (الإنجليزية)
- تشارلي بيسلي على موقع ريلجم (الإنجليزية)
- تشارلي بيسلي على موقع بروبوليرز (الإنجليزية)